# Barnabas Mary Ahern
Barnabas Mary Ahern CP (* 18. Februar 1915 in Chicago; † 9. Januar 1995 ebenda) war ein US-amerikanischer Theologe.

## Leben
Am 30. Juli 1933 legte er in Louisville (Kentucky) seine Gelübde ab und erhielt den Namen Barnabas. Er wurde am 7. Juni 1941 zum Priester geweiht. Er erhielt eine Sacrae Theologiae Licentiatus (A study of the spirit pledge in Ephesians I, 14) 1943 in Theologie an der Catholic University of America und studierte 1947 an der École biblique et archéologique française de Jérusalem die Bibel. 1958 promovierte er am Pontificio Istituto Biblico The power of his resurrection and fellowship in his sufferings. An exegetical and doctrinal study of Philippians 3:10-11. Mit  Myles Bourke arbeitete an der Übersetzung der New American Bible mit. Im Jahr 1962 wurde er zum Peritus des Zweiten Vatikanischen Konzils ernannt. 1969 zog er nach Rom, um der neu gegründeten Internationalen Theologenkommission beizutreten. Schließlich musste er 1989, an der Morbus Alzheimer erkrankt, in die Passionisten-Krankenanstalt in Chicago zurückkehren.

## Schriften (Auswahl)
- The Epistle to the Galatians and the Epistle to the Romans (New Testament reading guide 7), Collegeville 1960, OCLC 926114607.
  - Cartas de San Pablo a los Galatas y Romanos (Conoce la Biblia. Nuevo Testamento 8), Santander 1966, OCLC 844773718.
- Life in Christ (Doctrinal pamphlet series), Glen Rock 1962, OCLC 2310931.
- New horizons. Studies in biblical theology, Notre Dame 1965, OCLC 222261604.
- mit John McCudden: The formation of scripture, Chicago 1967, OCLC 6263854.
- Men of prayer, men of action. Christian spirituality today (Faith and Life series), New York 1971, OCLC 830049.
- Problemas de la iglesia hoy (Biblioteca de autores cristianos. Serie minor 40), Madrid 1975, OCLC 8022222.
- mit Edward Malatesta: The Spirit of God in Christian life (Deus books), New York 1977, ISBN 080912033X.